# Fritz Breithaupt (Marineoffizier)
Fritz Breithaupt (* 5. September 1892 in Bromberg; † 25. Dezember 1944) war ein deutscher, hochdekorierter Fregattenkapitän der Reserve der Kriegsmarine.

## Leben
Fritz Breithaupt war ein Sohn des späteren Generalmajors Adolf Breithaupt, welcher im Ersten Weltkrieg fiel.
Fritz Breithaupt trat im April 1911 in die Kaiserliche Marine ein und diente auf der Hansa. 1912 absolvierte er den Offizierlehrgang an der Marineschule Flensburg-Mürwik. Von 1914 bis März 1916 war er als Leutnant zur See auf der Rheinland kommandiert. Anschließend besuchte er für zwei Monate einen Torpedo-Offizierlehrgang. Als Wachoffizier kam er kurz zur 7. Torpedoboots-Halbflottille (Mai 1916 bis Juli 1916) und dann in gleicher Funktion für einen Monat auf S 167 und S 168. Bis Ende des gleichen Jahres war er Kommandant vom Torpedoboot A 27. Als Kommandant von Torpedobooten kam er zur 1., 4. und 13. Minensuch-Halbflottille. Später war er bis Kriegsende Gruppenführer in der 6. Minensuch-Halbflottille.
Nach dem Krieg wurde er in die Reichsmarine übernommen und hier am 3. Juni 1920 verabschiedet.
Breithaupt wurde Bankdirektor der Hamburger Filiale der Verkehrs- und Kreditbank Berlin und war Truppführer beim SA-Sturm 14/R 463 (Gruppe Hansa).
Ende 1933 wurde er in einer Reserveübung als Wachoffizier auf einem Hilfsminensuchboot eingesetzt und war, ebenfalls im Zuge einer Reserveübung, vom 17. April 1934 bis 5. Mai 1934 Kommandant des Schulverbands der Sperrschule. Im November 1935 belegte er einen Sperr-Lehrgang für Offiziere an der Sperrschule Kiel-Wik.
Am 15. April 1936 wurde er als Oberleutnant zur See der Reserve in die Kriegsmarine übernommen. Im Rahmen von Reserveübungen war er vom 13. Juni 1937 bis 23. Juni 1937 zu einer Admiralstabsausbildung beim II. Admiral der Ostsee kommandiert und war Ende September 1937 auf dem Minensuchboot M 109 bei der 17. Minensuchflottille.
Am 18. Januar 1938 wurde er zum Kapitänleutnant der Reserve befördert. Als Chef der 14. Hilfsminensuchflottille kam er ab 7. September 1938, wieder bei einer Reserveübung, zum Einsatz. Anschließend wurde er mit der Aufstellung im September 1939 Chef der 14. Minensuchflottille und blieb bis Juli 1940 in dieser Kommandierung. Als Flottillenchef übernahm er die neu aufgestellte 34. Minensuchflottille. Im September 1940 wurde er mit seiner Beförderung zum Korvettenkapitän der Reserve Chef der 12. Minensuchflottille und erhielt am 3. August 1941 als deren Chef das Ritterkreuz des Eisernen Kreuzes verliehen. Anfang November 1942 wurde die 12. Minensuchflottille aufgelöst und die ehemalige Besatzung bildete die neu aufgestellte 24. Minensuchflottille bei der 3. Sicherungs-Division. Breithaupt übernahm die neue Flottille und blieb deren Chef bis zu seinem Tod im Dezember 1944.
Am 10. Februar 1944 erhielt er als Chef der 24. Minensuchflottille das Eichenlaub zum Ritterkreuz des Eisernen Kreuzes verliehen. Mit dieser Verleihung hätte er eigentlich für das bereits verliehene Kriegsabzeichen für Minensuch-, U-Boot-Jagd- und Sicherungsverbände als einer von nur vier Personen insgesamt das Kampfabzeichen mit Brillanten erhalten müssen. Eine offizielle Verleihung erfolgte aber nie.
Am 1. September 1944 war er zum Fregattenkapitän der Reserve befördert worden. Er kam am 25. Dezember 1944 bei einem Flugzeugabsturz ums Leben. Im Kriegstagebuch der Seekriegsleitung vom 26. Dezember 1944 heißt es unter dem Punkt IV.) Bereich MOK West:

„Das gestern von Guernsey nach der Heimat gestartete Flugzeug mit 8 Passagieren, darunter K.Kpt. Breithaupt ist überfällig, wahrscheinlich bei Bastogne abgeschossen worden.“